# Венера Капитолийская
Венера Капитолийская (итал. La Venere Capitolina) — мраморная статуя, римская реплика, предположительно II века н. э. по древнегреческому оригиналу, восходящему к легендарной статуе  Афродиты Книдской (350—330 гг. до н. э.), произведения скульптора Праксителя, самого прославленного изображения  богини красоты и любви во времена античности. Считается, что Афродита Книдская стала первым скульптурным изображением нагого женского тела в древнегреческом искусстве. Статуя Венеры хранится в Капитолийском музее (Палаццо Нуово) в Риме.

## История
Статуя высотой 193 см найдена на Виминальском холме в Риме между 1667 и 1670 годами в садах, принадлежавших семье Стаси. Приобретена Папой Бенедиктом XIV в 1752 году и в 1754 году передана в дар Капитолийскому музею.
Тип этой статуи близок другому, известному под названиями Венера Медичи, или Венера Медицейская, статуи, находящейся во Флоренции, в галерее Уффици. Все варианты этой композиции изображают богиню перед, или после купания, входящей или выходящей из воды (Афродита Анадиомена) и стеснительно прикрывающую руками лоно и грудь. Такое изображение называют «Венера Стыдливая» (лат. Venus Pudica), или «Венера целомудренная».
Известны различные вариации типа Венеры Капитолийской, в том числе в Лувре (обнаруженная в Анцио, которая происходит из коллекции маркиза Дж. П. Кампана), другая — в Британском музее в Лондоне, ещё одна — в Государственном Эрмитаже в Санкт-Петербурге и одна в археологическом музее Венафро (Изерния, Южная Италия). К такому же иконографическому типу относится голова из собрания Боргезе, хранящаяся в Лувре.
Во время оккупации Италии наполеоновскими армиями в 1797 году статуя Венеры Капитолийской была доставлена в Париж и по воле Бонапарта вместе с другими произведениями искусства, вывезенными во Францию по Толентинскому договору, помещена в «Музей Наполеона» в Лувре. В 1815 году после падения Наполеона статуя благодаря вмешательству скульптора А. Кановы и по решениям Венского конгресса вернулась в Рим и с того времени находится в Палаццо Нуово (Новом дворце) Капитолийского музея.
В 1883 году русский художественный критик Владимир Стасов, путешествующий вместе с художником Репиным по Европе, по словам последнего, не удержал порыва чувств и, вскочив на табурет, страстно поцеловал статую.